# 세인트토머스구 (자메이카)

세인트토머스구의 위치

세인트토머스구(영어: Saint Thomas Parish)는 자메이카 남동부에 위치한 구로 행정 중심지는 모랜트베이이며 면적은 742.8km2, 인구는 100,000명(2008년 기준)이다. 서리주에 속하며 북쪽으로는 포틀랜드구, 서쪽으로는 세인트앤드루구와 접한다.